# Gepanzerter Mannschaftstransportwagen 'Kätzchen'
El Gepanzerter Mannschaftstransportwagen Kätzchen (Gep. MTW Kätzchen) (de l'alemany per: gatet) era un transport blindat de personal alemany de finals de la Segona Guerra Mundial. Auto-Union va entregar dos prototips durant 1944-1945. El casc de vehicle era similar al del Panzerkampfwagen Tiger II, però més petit. El vehicle disposava d'un sistema de tracció similar al mai construït E-25 "Tanc de reemplaçament" i la seva suspensió també era molt similar. La seva potència estava donada per un motor Maybach HL50.
Auto-Union, la companyia encarregada de la seva producció, va deixar de treballar en el seu disseny, i BMW va rebre la tasca d'adaptar el tanc Hetzer per a poder complir el nou rol de transport blindat de personal. Aquesta variant del Hetzer va ser designat com a Vollkettenaufklärer 38(t) Kätzchen.